# 지질학 (생물학)
지질학(脂質學, 영어: lipidology)은 지질(脂質, 영어: lipid)을 연구하는 학문이다. 지질은 신체에서 다양한 기능을 수행하는 생물학적 거대 분자 그룹이다. 신체의 지질 대사에 대한 임상 연구는 심혈관 질환과 같은 장애에 대한 지질 치료의 발전으로 이어졌다.

## 역사
다른 생의학 분야에 비해 지질학은 오일, 도말 및 그리스 취급이 과학자들에게 매력적이지 않고 지질 분리가 어려웠기 때문에 오랫동안 무시되었다. 2002년이 되어서야 지질 네트워크와 다른 분자와의 상호 작용에 대한 연구인 리피도믹스가 과학 문헌에 등장했다. 지질을 분리하고 분석할 수 있도록 크로마토그래피, 분광법 및 다양한 형태의 분광법을 현장에 도입함으로써 현장에 대한 관심이 강화되었다. 이 분야는 전자 현미경의 세포학적 적용에 따라 더욱 대중화되었으며, 과학자들은 많은 대사 경로가 세포막 내에서, 세포막을 따라, 세포막을 통해 발생한다는 사실을 발견하게 되었으며, 그 특성은 지질 조성에 크게 영향을 받는다.

## 같이 보기
- 지질체학